# Liste der Baudenkmäler in Prittriching

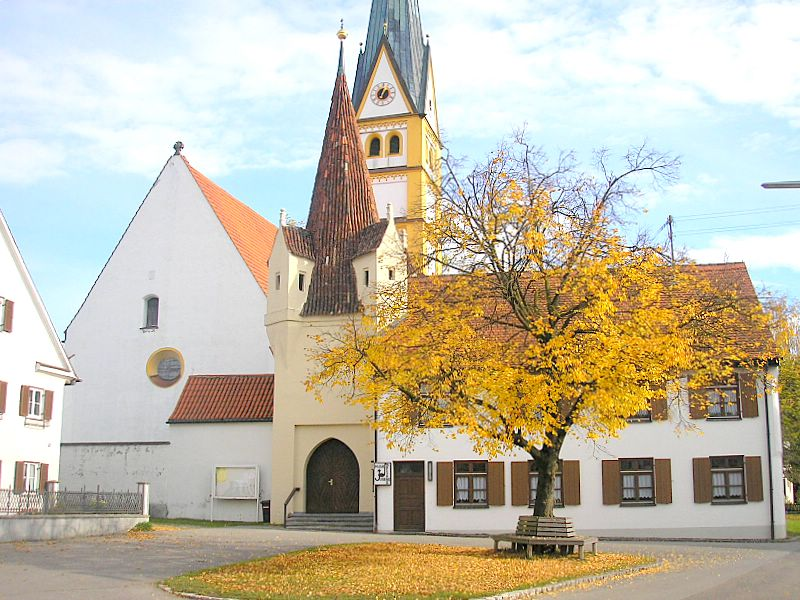
Blick auf die Dorfkirche

Auf dieser Seite sind die Baudenkmäler in der oberbayerischen Gemeinde Prittriching zusammengestellt. Diese Tabelle ist eine Teilliste der Liste der Baudenkmäler in Bayern. Grundlage ist die Bayerische Denkmalliste, die auf Basis des Bayerischen Denkmalschutzgesetzes vom 1. Oktober 1973 erstmals erstellt wurde und seither durch das Bayerische Landesamt für Denkmalpflege geführt wird. Die folgenden Angaben ersetzen nicht die rechtsverbindliche Auskunft der Denkmalschutzbehörde.

## Baudenkmäler nach Ortsteilen

### Prittriching
| Lage                          | Objekt                                     | Beschreibung | Akten-Nr.             | Bild                          |
| ----------------------------- | ------------------------------------------ | --- | --------------------- | ----------------------------- |
| Eglinger Straße 5 (Standort)  | Haustür                                    | Holztür mit reichem Schnitzdekor in spätbarocken Formen, bezeichnet 1820 | D-1-81-134-3          | weitere Bilder                |
| Eglinger Straße 7 (Standort)  | Ehemaliges altes Schulhaus                 | zweigeschossiger Satteldachbau, 1. Hälfte 19. Jahrhundert, erneuert; südlich am Spatzenturm | D-1-81-134-5          | weitere Bilder                |
| Eglinger Straße 9 (Standort)  | Katholische Filialkirche Unsere Liebe Frau | Saalbau mit eingezogenem Polygonalchor und Chorflankenturm, 2. Hälfte 15. Jahrhundert, barockisiert im späten 17. Jahrhundert und um 1730/40; mit Ausstattung; Ehemalige Friedhofsbefestigung mit Torturm, sogenannter Spatzenturm, mit vier Dacherkern und Spitzhelm, anschließend auf der West- und Nordseite hohe Mauer mit Schalenturm, 2. Hälfte 15. Jahrhundert; Ehemalige Friedhofsmauer, auf der Nord-, Ost- und Südseite niedrige Mauer mit Deckziegeln, 17./18. Jahrhundert; Kerkerkapelle, kleiner rechtwinkliger Satteldachbau in der Ecke von Torturm und westlicher Friedhofsmauer, 1739; mit Ausstattung | D-1-81-134-2 Wikidata | weitere Bilder                |
| Hauptstraße 41 (Standort)     | Ehemalige Mühle                            | zweigeschossiger Steilsatteldachbau, 2. Hälfte 18. Jahrhundert, umgestaltet 1. Hälfte 19. Jahrhundert | D-1-81-134-7          | weitere Bilder                |
| Kirchbergstraße 7 (Standort)  | Katholische Pfarrkirche St. Peter und Paul | Saalbau mit eingezogenem Polygonalchor und Chorflankenturm, 2. Hälfte 15. Jahrhundert, barockisiert 1753; mit Ausstattung; Teil der ehemaligen Friedhofsmauer, östlicher Mauerzug mit Deckziegeln, 17./18. Jahrhundert; Ehemaliges Beinhaus, Satteldachbau mit Stichbogenblenden über Pilastern, Anfang 18. Jahrhundert | D-1-81-134-1          | weitere Bilder                |
| Kirchbergstraße 9 (Standort)  | Pfarrhaus                                  | zweigeschossiger Walmdachbau über hakenförmigem Grundriss, 1905/06 | D-1-81-134-10         | Pfarrhaus                     |
| Leitenbergstraße 2 (Standort) | Ehemaliges Bauernhaus                      | Satteldachbau mit straßenseits angebauter Pfründnerwohnung, 1. Drittel 19. Jahrhundert | D-1-81-134-17         | weitere Bilder                |
| Nähe Hauptstraße (Standort)   | Katholische Kapelle St. Jakob              | Zentralbau mit Putzgliederung, von Nikolaus Schütz, 1756; mit Ausstattung; an der Hauptstraße | D-1-81-134-6          | Katholische Kapelle St. Jakob |
| Schulstraße 12 (Standort)     | Schulgebäude                               | stattlicher, gegliederter Baukörper mit Halbwalmdach und Dachreiter, in reduzierten Formen des Jugendstils, nach Plänen von Kirchner, 1910, modern erweitert | D-1-81-134-11         | weitere Bilder                |
| Wendelinstraße 4 (Standort)   | Haustür                                    | Holztür mit reichem Schnitzdekor in klassizistischen Formen, 1854 | D-1-81-134-12         | Haustür                       |

### Winkl
| Lage                              | Objekt                                     | Beschreibung | Akten-Nr.     | Bild           |
| --------------------------------- | ------------------------------------------ | --- | ------------- | -------------- |
| Hattenhofener Straße 1 (Standort) | Pfarrhaus                                  | stattlicher zweigeschossiger Walmdachbau, von Rasso Natter, 1730, Haustür mit neugotischem Schnitzdekor, Mitte 19. Jahrhundert | D-1-81-134-14 | weitere Bilder |
| Lindenstraße 2 (Standort)         | Katholische Pfarrkirche St. Peter und Paul | Chorturmanlage 2. Hälfte 14. Jahrhundert, erhöht 1690, Langhaus spätgotisch, barockisiert 1748; mit Ausstattung; Teile der Friedhofsmauer, auf der Ost-, Süd- und Westseite gestufte Mauer mit erneuerter Ziegelabdeckung und Pforte zwischen Pfeilern an der Südostecke, 17./18. Jahrhundert; Treppenaufgang und Ölbergkapelle, flach gedeckte Treppenanlage, daran angebaut zweigeschossiges Pultdachhaus mit Kapelle und Ölbergdarstellung, 16./17. Jahrhundert; mit Ausstattung | D-1-81-134-13 | weitere Bilder |
| Philomenenäcker (Standort)        | Feldkapelle                                | über quadratischem Grundriss mit obeliskförmigem Aufsatz und rechtwinkligem Satteldachanbau, 1847 und 2. Hälfte 20. Jahrhundert; nördlich des Ortes | D-1-81-134-16 | BW             |

## Ehemalige Baudenkmäler
In diesem Abschnitt sind Objekte aufgeführt, die früher einmal in der Denkmalliste eingetragen waren, jetzt aber nicht mehr. Objekte, die in anderem Zusammenhang – also z. B. als Teil eines Baudenkmals – weiter eingetragen sind, sollen hier nicht aufgeführt werden. Aktennummern in diesem Abschnitt sind ehemalige, jetzt nicht mehr gültige Aktennummern.

| Lage                                      | Objekt                          | Beschreibung                                            | Akten-Nr.       | Bild |
| ----------------------------------------- | ------------------------------- | ------------------------------------------------------- | --------------- | ---- |
| Prittriching Hauptstraße 85 (Standort)    | Eingeschossiges Kleinbauernhaus | mit Stüberlvorbau, 2. Viertel 19. Jahrhundert           | D-1-81-134-11 ? | BW   |
| Prittriching Kirchbergstraße 4 (Standort) | Hausfigur                       | Hausfigur des hl. Sebastian, 1. Hälfte 18. Jahrhundert  | D-1-81-134-     | BW   |
| Winkl Scheuringer Straße 3 (Standort)     | Ehemalige Mühle                 | im Kern 18. Jahrhundert; mit alten Fenstern und Haustür | D-1-81-134-15 ? | BW   |